# Vas(II)-szulfid
A vas(II)-szulfid a vas kénnel alkotott vegyülete, szulfidja. Szürkésfekete vagy sötétszürke színű. Ha megolvasztják, fekete színű lesz. Vízben gyakorlatilag oldhatatlan, az oldhatósági szorzata 10−18 körüli.

## Kémiai tulajdonságai
Ha a vegyületet magasabb hőmérsékletre hevítik, elemeire bomlik. Ha hidrogén vagy szén jelenlétében hevítik, vassá redukálódik. A szénnel való redukció egyenlete:
{\displaystyle \mathrm {2\ FeS+C\rightarrow 2\ Fe+CS_{2}} }
Magasabb hőmérsékleten redukálják bizonyos fémek (például magnézium, kalcium, mangán) is.
{\displaystyle \mathrm {FeS+Mn\rightarrow Fe+MnS} }
Híg savak oldják, ekkor kén-hidrogén fejlődik. Feloldódik az olvadt vasban is. Ha a vas lehűl, a vas(II)-szulfid kikristályosodik, és emiatt a vas rideggé, törékennyé válik. A vasgyártáskor ezt úgy kerülik el, hogy a vashoz mangánt adagolnak. A vas-szulfid a mangán hatására (az előző reakcióegyenlet szerint) mangán-szulfiddá alakul, ami nem rideg.

## Előfordulása a természetben
A vegyület a természetben több ásvány formájában is előfordul, ez többféle összetételt és többféle kristályszerkezetet is jelent. Az alábbi vas(II)-szulfid ásványok ismertek:
| Ásványnév  | Képlet | Kristályrendszer |
| ---------- | ------ | ---------------- |
| pirrotin   | Fe1-xS | monoklin         |
| mackinawit | Fe1+xS | tetragonális     |
| troilit    | FeS    | hexagonális      |
| pirit      | FeS2   | köbös            |
| markazit   | FeS2   | rombos           |
| greigit    | Fe3S4  | köbös            |

## Előállítása
Laboratóriumban kén- és vaspor keverékének intenzív hevítésével állítható elő. A folyamat során a kén megolvad, a reakcióelegy pedig felizzik.
{\displaystyle \mathrm {Fe+S=FeS} }
Vas(II)-szulfid keletkezik vas(II)- vagy vas(III)-sók oldatából kén-hidrogén hatására. Vas(III)-sók esetén először vas(III)-szulfid (Fe2S3) keletkezik, majd ez azonnal vas(II)-szulfiddá redukálódik. Nagy mennyiségben előállítható vashulladékok kénnel vagy pirittel való összeolvasztásával.

## Felhasználása
Laboratóriumokban kén-hidrogén fejlesztésére használják. Alkalmazzák kerámiák készítésekor is.